# Вірменський хрест

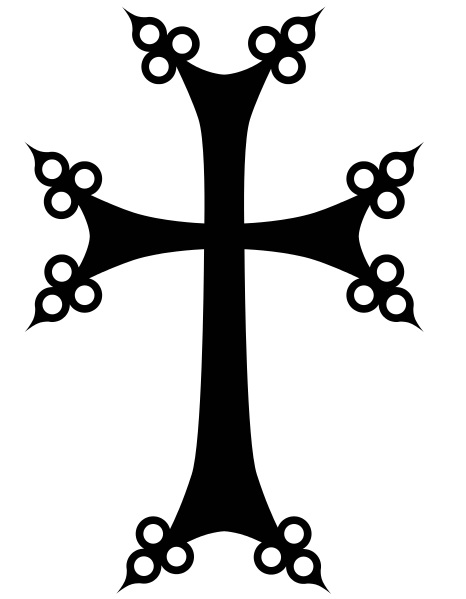
Вірменський хрест

Вірменський хрест (вірм. Հայկական խաչ, [haykakan khach]), також його називають Пророслим або Квітучим — своєрідний вид хреста, який відрізняється пророслими відгалуженнями, розширеними окінців'ям хреста і стрічковим обрамленням. Орнамент символізує життєдайну силу хреста і його відмінність від хреста як знаряддя покарання.

## Вірменський хрест і хачкари
Вірменський пророслий хрест знайшов своє відображення у вірменських каменях-хрестах — хачкарах.

widths="130"
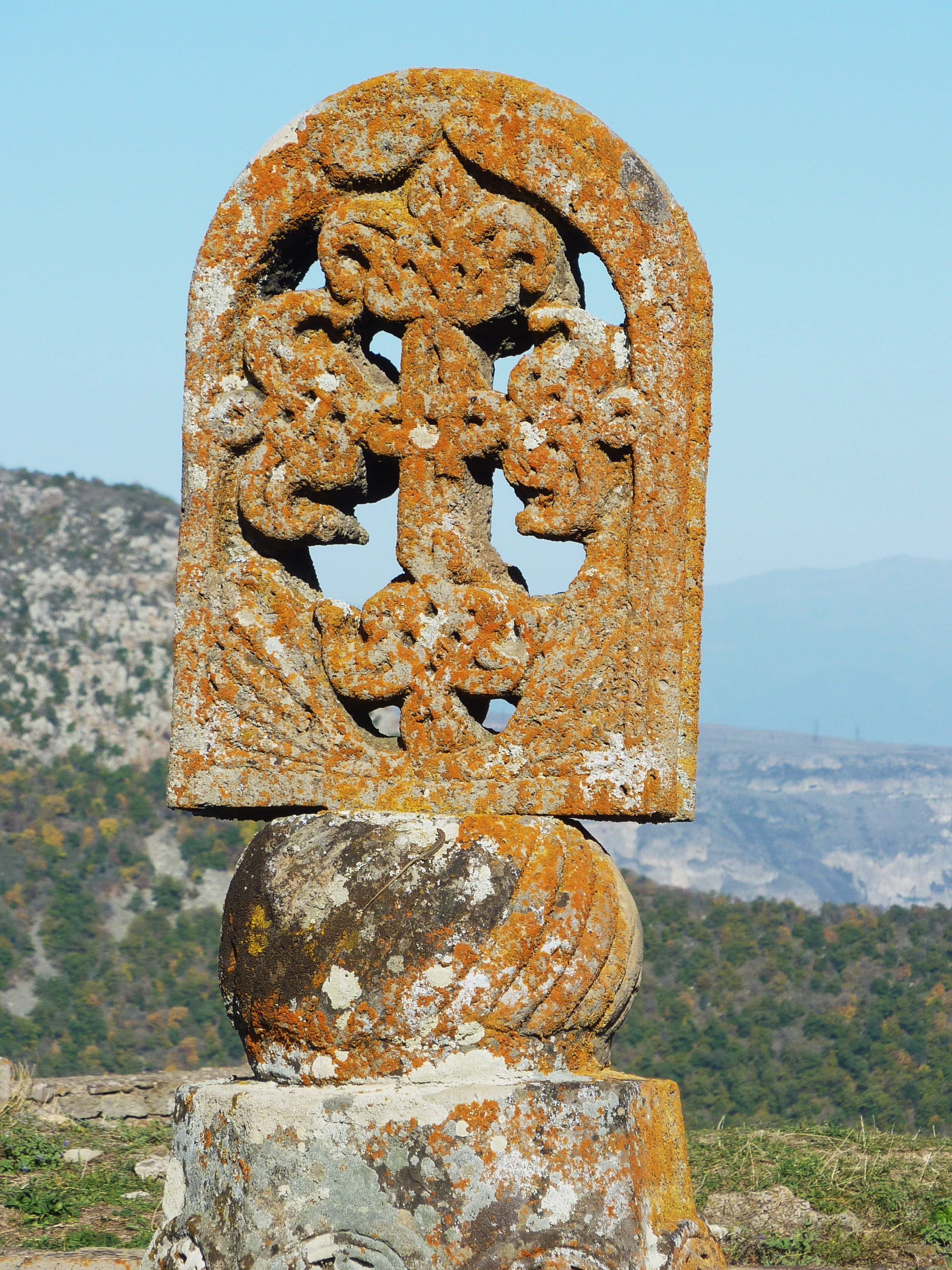
Хрест в  Татеві
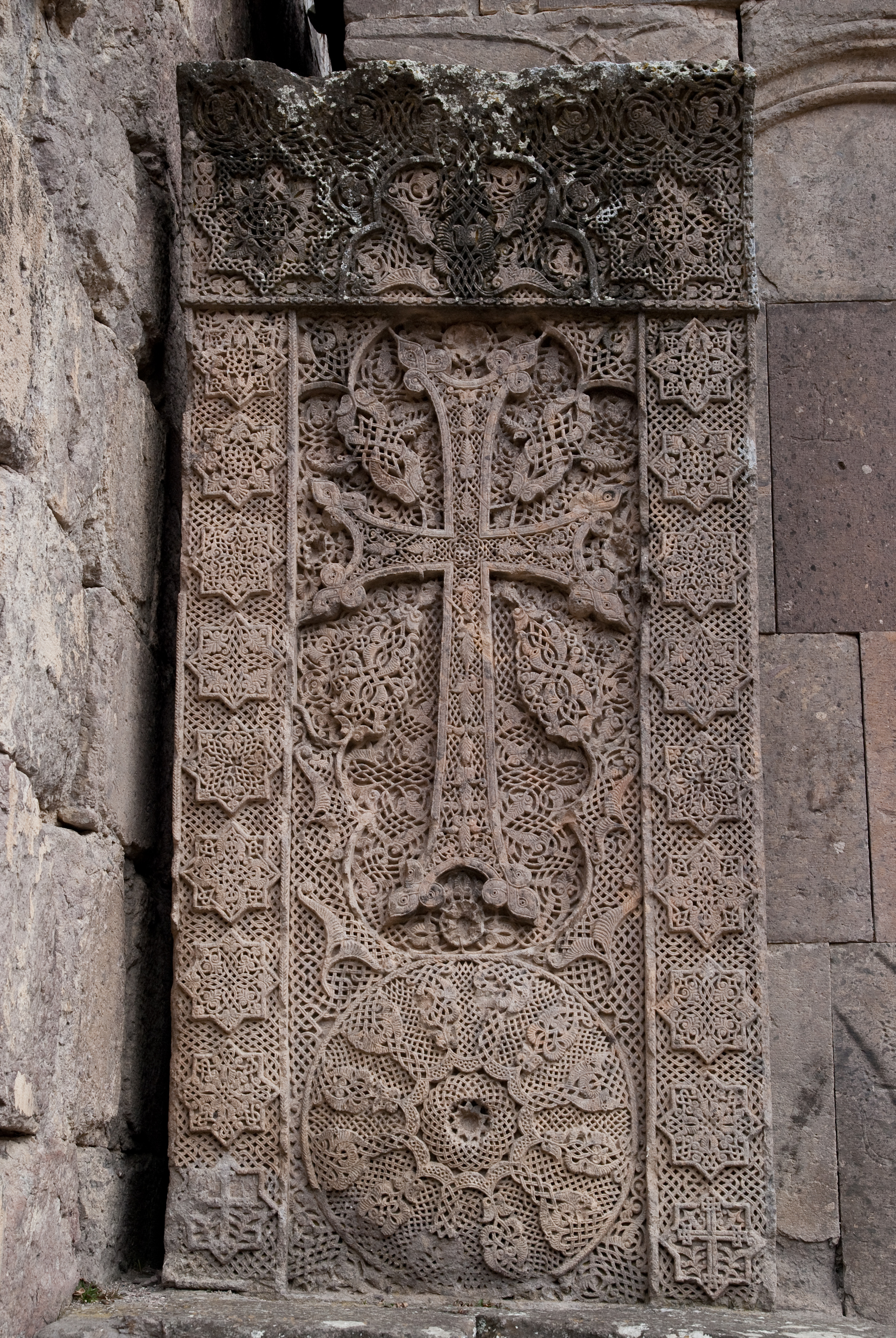
Хачкар майстра Погоса в Гошаванку, що вважається найкращим твором майстра.
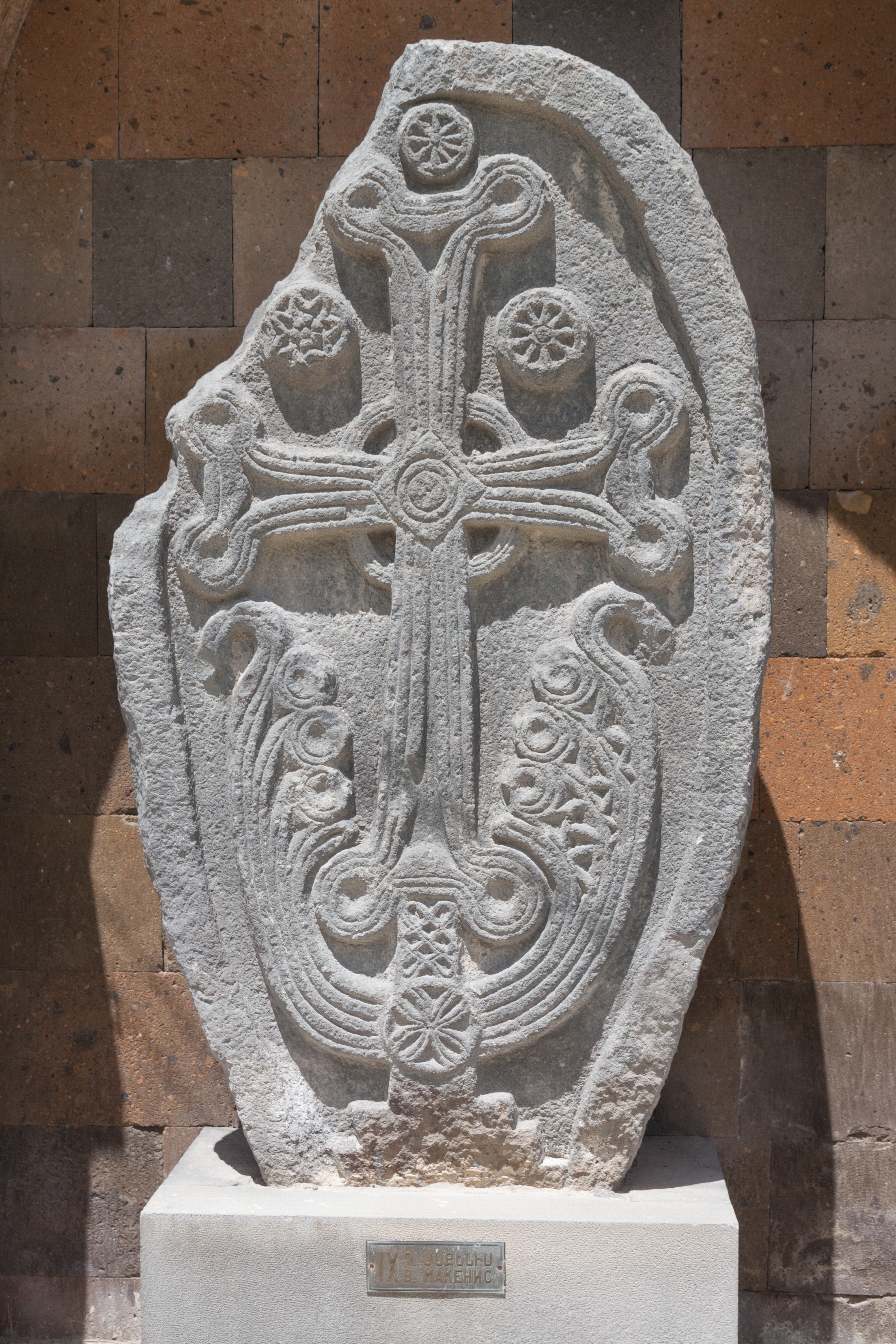
Хачкар 996 року з  мису Норатус; в даний час зберігається в  Ечміадзинському монастирі
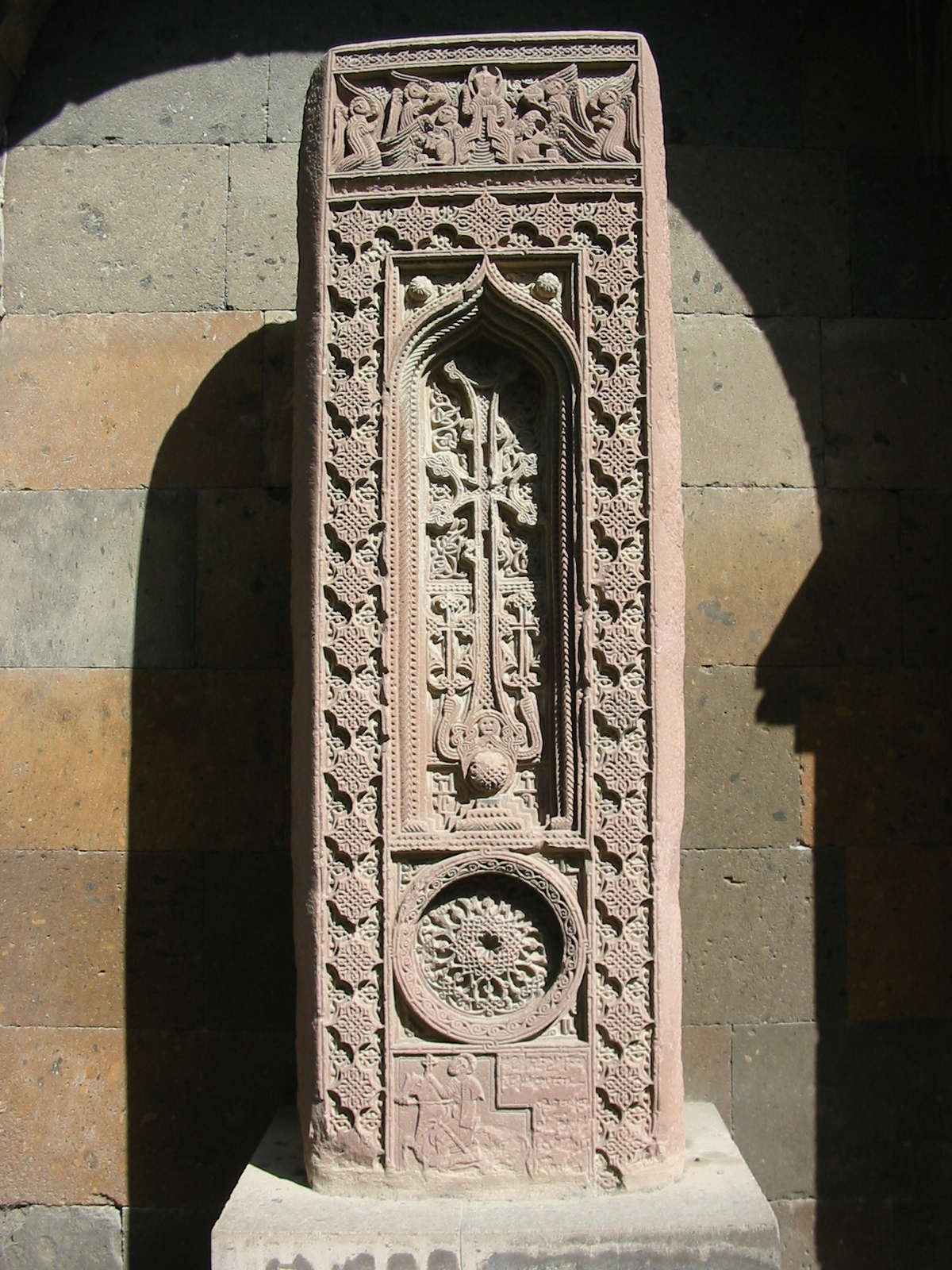
Хачкар з  Джуги, 1602 (зберігається в  Ечміадзині)

## Офіційна символіка

widths="130"
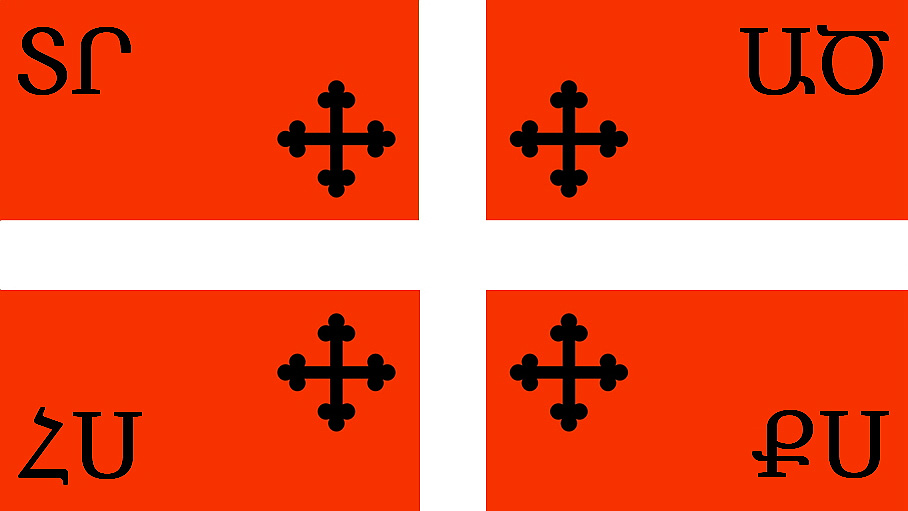
Варіація вірменського хреста на прапорі  Хаченського князівства
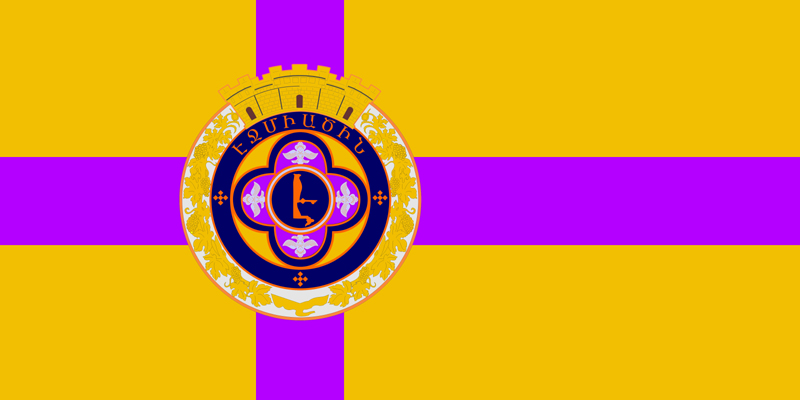
Хрест на прапорі міста Вагаршапата

## Цікаві факти
- В 2011 р. Міністерство у справах ветеранів США підтвердило можливість встановлення на могили американських ветеранів вірменських хрестів, які офіційно визнаються символами віри. Таким чином, вірменський хрест став 35-м за рахунком «символом віри», який дозволяється встановлювати на могильні плити ветеранів США[2].

## Ресурси Інтернету
- Колекція вірменських хрестів та інших орнаментів